# Jungermannia pumila
Jungermannia pumila là một loài Rêu trong họ Jungermanniaceae. Loài này được With. mô tả khoa học đầu tiên năm 1796.